# Lossepladsperkolat
Lossepladsperkolat er nedsivende vand, som er forurenet med opløste stoffer fra ovenliggende affaldslag. Perkolatdannelsen er, overordnet set, lig med nedsivningen til affaldet minus ændringen
i affaldets vandindhold. Stofsammensætningen i perkolatet varierer efter typen af
det deponerede affald.
| Kemi | Spire Denne artikel om kemi er en spire som bør udbygges. Du er velkommen til at hjælpe Wikipedia ved at udvide den. |